# جو آلن
جو آلن (زادهٔ ۱۴ مارس ۱۹۹۰ در کارمارتن، ولز) بازیکن فوتبال ولزی است. او همچنین عضو تیم ملی فوتبال ولز و باشگاه سوانزی سیتی نیز می‌باشد.